# 渡瀬線

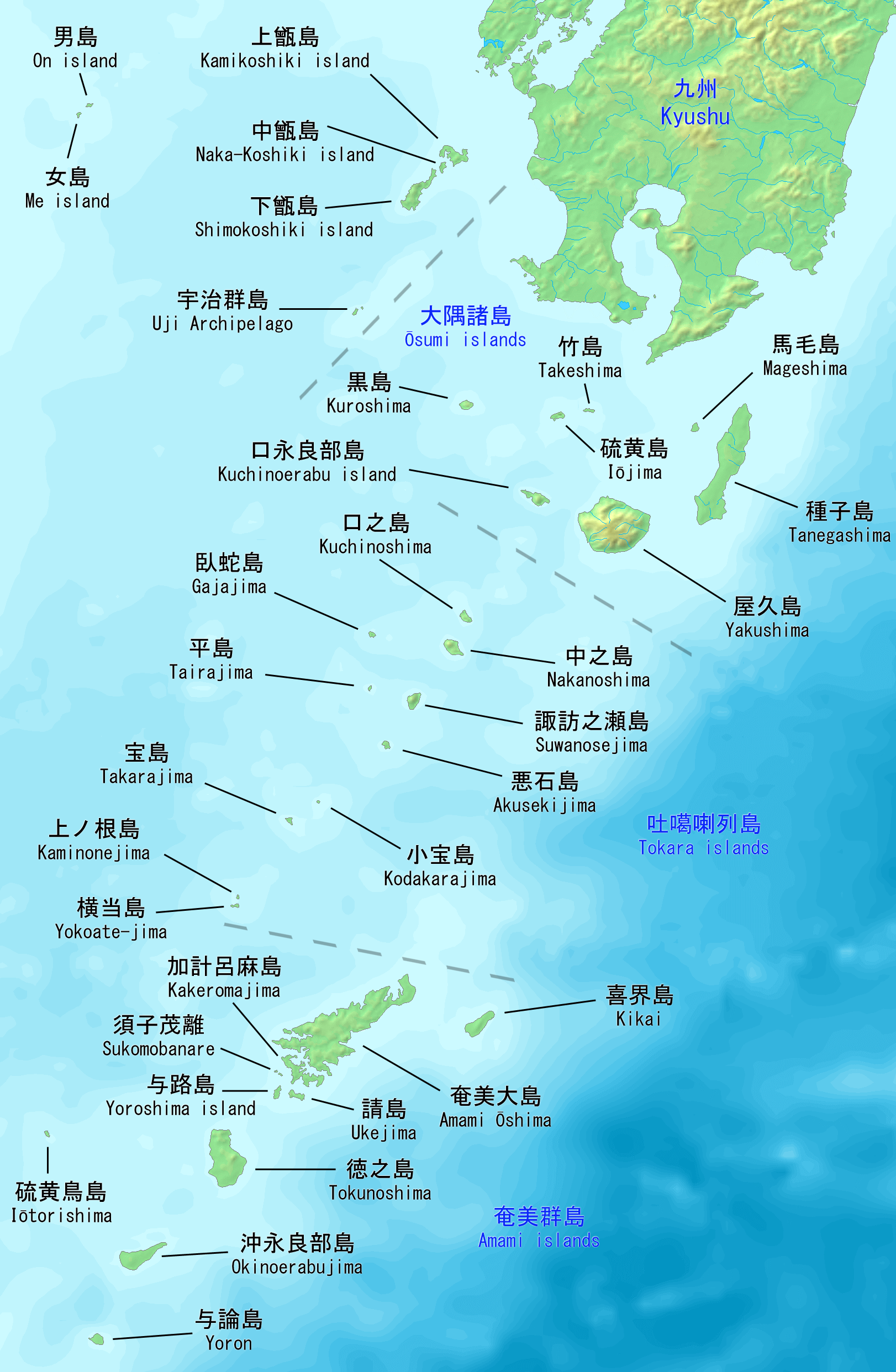
渡瀬線はトカラ列島の悪石島と小宝島の間を通る。

渡瀬線（わたせせん）とは、トカラ列島の悪石島と小宝島の間を通る生物の分布境界線である。屋久島と奄美大島の間を通るとされる場合もある。生物地理区において旧北区と東洋区の境界であり、気候についても温帯と亜熱帯の境界となっている。1912年に渡瀬庄三郎が提案し、岡田弥一郎が命名した。動物相および植物相の双方において重要な境界線とされ、日本における重要な分布境界線の一つとされる。
哺乳類、爬虫類、両生類などの境界線は渡瀬線にあるとされているが、昆虫の分布境界線は大隅海峡にあるとされ、これは1929年に三宅線と名付けられた。ただし現在は、三宅線より渡瀬線（屋久島と奄美大島の間）で昆虫相もより大きく変わるとされる。また、植物相については大隅海峡を境界線とする属が多いとする意見もある。
沖縄諸島と先島諸島の間（慶良間海裂）でも生物相が大きく変化し、蜂須賀線と呼ばれている。渡瀬線と蜂須賀線の間の奄美群島と沖縄諸島は生物相の共通性が高く、生物地理学の区分で中琉球と呼ばれる。鳥類については渡瀬線ではなく蜂須賀線が境界線であるとされる場合もある。

## 発見
旧北区と東洋区の境界線については古くから多く議論されてきた。
1912年に渡瀬庄三郎が、1918年には青木文一郎が、奄美大島と屋久島の間に哺乳類の分布に境界線があると発表した。これを1921年に江崎悌三が青木線と命名したが、1927年に岡田弥一郎が渡瀬線と命名したことで、現在では渡瀬線という名称が広まっている。
現在では渡瀬線はトカラ列島の悪石島と小宝島の間を通る海底谷に対応すると定義することが通説となっているが、元々は屋久島と奄美大島の間を通ると定義されており、渡瀬や岡田はトカラ列島については議論していなかった。また、現在でもハブを除けば悪石島と小宝島の間で明確に生物分布が変わるわけではないとする意見もある。

## 成立
琉球諸島の生物分布は島の形成によって影響を受けていると考えられている。悪石島と小宝島の間にある海底谷は水深1,000メートルを超え、現在では西側の水深が火山堆積物により浅くなっているが、鮮新世から更新世においても海で隔てられていたと考えられている。鮮新世に琉球諸島は日本列島から切り離されていくつかの大きな島ができたと考えられており、更新世に入ると隆起により大陸から台湾を経て沖縄、奄美、トカラ列島南部までの伸びる陸橋が形成されたが、現在の悪石島と小宝島の間は海で隔てられていたと考えられている。ただし、大隅諸島から悪石島、および奄美大島から小宝島まで陸橋で繋がっていたかについては諸説ある。

## 生物相

### 動物相
渡瀬線以北の大隅諸島では哺乳類相、爬虫類相、両生類相は九州本土および本州と大きな違いがないとされる。

#### 哺乳類・鳥類
渡瀬線以南の南西諸島には、アマミノクロウサギ、トゲネズミ属、ケナガネズミ、ルリカケス、オオトラツグミ、アマミヤマシギ、ノグチゲラ、ヤンバルクイナ、リュウキュウテングコウモリ、オリイジネズミ、イリオモテヤマネコなど多くの固有分類群が存在する。

#### 爬虫類
ハブ、ヒメハブ、リュウキュウアオヘビ、アカマタ、キノボリトカゲ、アオカナヘビは渡瀬線を北限とする。

#### 両生類
渡瀬線以南では、有尾類ではシリケンイモリ、イボイモリ、無尾類ではヒメアマガエル、ハナサキガエル類、ナミエガエルなどが生息している。渡瀬線以南の南西諸島には固有種が多いと同時に、近縁種が中国南部や台湾、東南アジアに分布しているものが多いという特徴が見られる。

#### その他
昆虫においては三宅線が境界線であるとされる場合もあるが、チョウ以外では渡瀬線を北限とする種も多い。
サンゴ礁の北限はトカラ列島となっている。

### 植物相
渡瀬線以南の沖縄・奄美にはアダンやリュウキュウマツの海岸林、アコウやガジュマルといったイチジク属、ヤエヤマヤシやビロウのようなヤシ科、ヘゴやヒカゲヘゴなどの木生シダなどが多く出現し、河口域にはオヒルギ、メヒルギなどからなるマングローブ林が発達している。ただしメヒルギやヘゴ、アコウ、ガジュマル、ビロウ、アダンは渡瀬線より北にも分布はしている。また、渡瀬線を北限とするものにはヒメツバキ属、ノボタン、オキナワウラジロガシ、サガリラン、クスクスラン、ヒメシラヒゲランなどがある。
照葉樹林については、渡瀬線をはさんで南北で構成種にある程度の交代は見られるが、大きな差はないと考えられている。植物については大隅海峡を境界線とする属が多いとする意見もある。